# Chiesa di San Bartolomeo (Alzano Lombardo)
La chiesa di San Bartolomeo è un luogo di culto cattolico di Olera frazione di Alzano Lombardo della Diocesi di Bergamo edificato nel XV secolo. La chiesa conserva il polittico lavoro quattrocentesco di Cima da Conegliano.

## Storia
L'edificazione della chiesa originaria intitolata al santo apostolo, risalirebbe al 1471. La chiesa fu da subito elevata a parrocchiale. La relazione della visita pastorale del vescovo Giovanni Paolo Dolfin del 1780, ne conferma la datazione:
È eretta questa chiesa parrocchiale di Olera l'anno 1471 sotto il titolo di S. Bartolomeo Apostolo come si vede nell'iscrizione posta sopra la porta maggiore. Questa è smembrata dalla chiesa di S. Giorgio di Nese come l'ha detto il Rev. Don Francesco Cortinovis, attuale prevosto di Nese, quale si ricorda d'aver letto che il prevosto di Nese diede licenza di fabbricare l'Oratorio di S. Bartolomeo. Quando siasi fatta Parrocchia io non so trovare per quanta diligenza abbia usato.
La chiesa fu edificata in prossimità di un ruscello ancora visibile dalla griglia posta accanto alla torre campanaria. La posizione a fianco di un corso d'acqua, potrebbe sembrare strana, fu probabilmente scelta perché la nuova chiesa fosse vicina a quella molto più antica dedicata alla Santissima Trinità di cui condividono il sagrato, che, date le sue piccole dimensioni, non era più adatta a contenere il numero sempre maggiore dei fedeli. Le numerose visite pastorali permettono di ricostruire la storia dell'edificio.
La nuova chiesa ebbe da subito problemi strutturali, un fulmine la rese inagibile, tanto che venne spostata la parrocchialità nella chiesa della Santissima Trinità. Il 22 settembre 1575 la chiesa fu visitata da san Carlo Borromeo. La sua relazione permette una buona conoscenza della chiesa nel XVI secolo. Egli la descrive in buono stato, era quindi stata restaurata, dai danni del secolo precedente. Viene indicata la presenta di una cappella affrescata posta all'esterno dell'edificio, come molto più antica. Descrive le opere esposte, confermando che era già presente nella chiesa il polittico di Cima da Conegliano e l'icona dorata raffigurante la Madonna. Gli atti confermano inoltre la povertà del territorio, montano, roccioso con terreno poco coltivabile; il cardinale infatti obbligò, pena un'ammenda, di eliminare la pianta di vite che veniva coltivata nel cimitero posto a fianco dell'edificio di culto.
Nel 1833 venne inviata una prima relazione di ammaloramento dell'edificio e della sua sagrestia, nonché del campanile al Regio Subeconomo di Zogno. Ebbe quindi inizio l'idea nella comunità di Olera di poter riedificare l'edificio.

La fabbriceria che doveva gestire i lavori della nuova chiesa, chiese di poter vendere i propri arredi per poterne usare il ricavato. Questo gli fu vietato. L'archivio parrocchiale conserva il documento redatto dal regio Subeconomo di Zogno certo Giupponi datato 2 agosto 1865 che proibiva la vendita di ogni oggetto sacro in quanto la chiesa non aveva così tanta necessità d'essere riedificata: Ma la Chiesa Parrocchiale ora esistente in Olera per quanto riconobbe sul luogo la detta Commissione d'Arte non è punto rovinata, insalubre, insufficiente alla popolazione. Essa è una pregevole costruzione del sec. XV che merita essere conservata e non abbisogna se non di poche riparazioni. Al parroco che lamentava infiltrazioni d'acqua e muffe presenti in sagrestia, la commissione convenne che si poteva intervenire con semplici lavori di manutenzione.
Il 10 febbraio 1843 don Acerbis così scriveva al Regio subeconomo: ..avendo alcune riparazioni da eseguirsi alla chiesa parrocchiale, alla chiesa suff. detta dei Morti e all'altra di S. Rocco... ho incombenzato lo stesso ingegner signor Pagnoncelli a compilare un tale fabbisogno... » e il 21 giugno 1843 risulta « [...] appaltatore Augustani per restauri alla chiesa di Olera [...] la somma del contratto, la cui perizia ammonta a Lire 194,32, venne stabilita in Lire 180.
Il campanile era la parte sicuramente più bisognosa di ricostruzione, il 26 aprile 1837 erano infatti già autorizzati i lavori e nel 1858 la comunità aveva già fornito la torre del concerto di cinque campane con la rifusione delle due esistenti offerte dalla ditta Giorgio Bruneri, ottenute grazie alla rifusione.
La comunità aveva già nel 1873 intrapreso i lavori di riedificazione su disegno dell'architetto Angelo Cattò, lavori che risulta essere completati nel 1875. La chiesa mantenne la medesima pianta pur subendo numerose modifiche: fu rialzata l'intera struttura di 5,5 m con nuovi pilastri, chiusi vecchi e aperti nuovi ingressi, realizzate due cappelle intitolate alla Madonna e al Sacro cuore, venne rimosso il tetto a vista in legno per una nuova copertura voltata, e venne ampliato lo spazio dell'abside.

## Descrizione

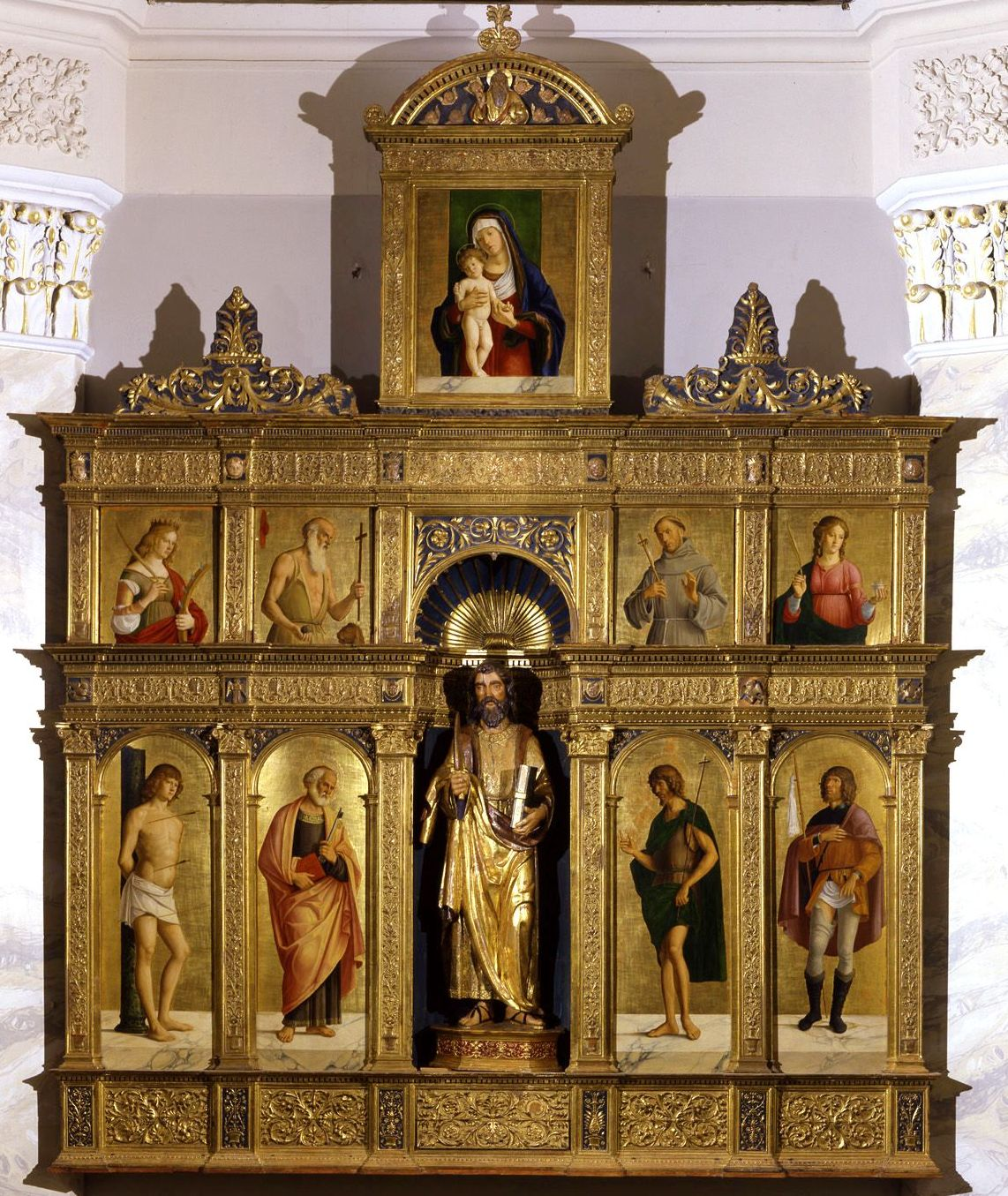
Cima da Conegliano, polittico di Olera

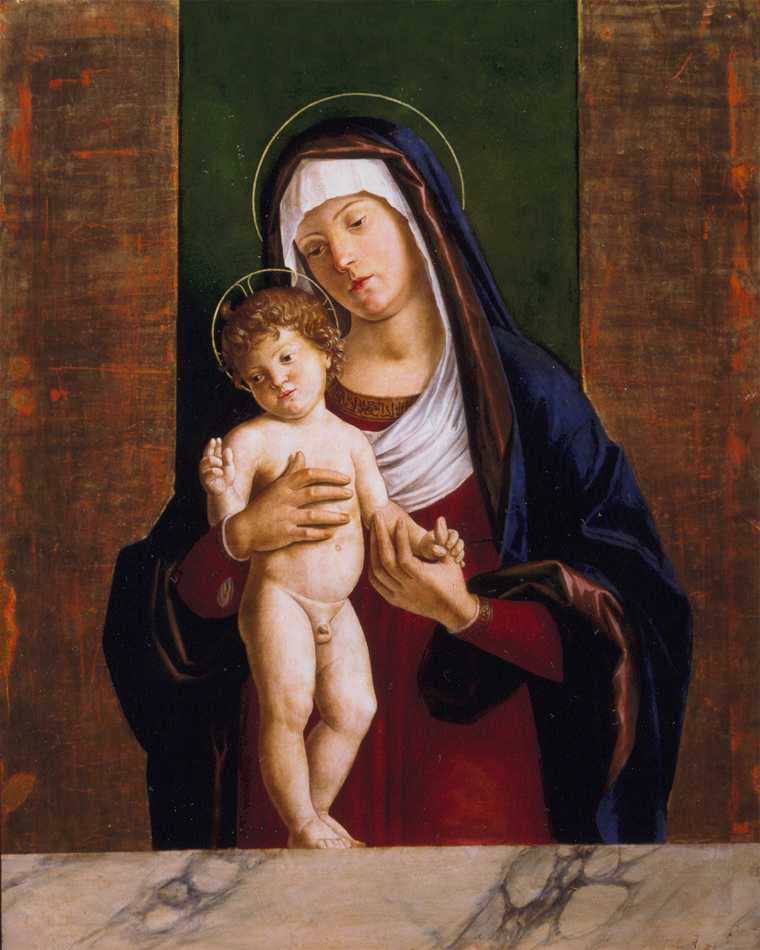
Cima da Canegliano, Polittico di Olera, Madonna col Bambino

### Esterno
La chiesa conserva opere d'arte di rilievo, come il polittico opera di Cima da Conegliano di cui è difficile conoscere la data di acquisto, e la tavola Icona Madre di Dio della Passione opera di ignoto, già presente nella chiesa al tempo della visita pastorale di san Carlo Borromeo del 1575.
La chiesa, che è preceduta da un piccolo sagrato, si presenta nella semplice forma a capanna. Il portale centrale con cornici in marmo di Zandobbio con volta a sesto acuto, è in stile gotico preceduto da quattro gradini presenta nella parte superiore il trigramma di san Bernardino. La facciata per la parte inferiore è in bugnato di pietra, che è anche l'altezza dell'antica originaria, mentre in stabilitura la parte superiore. Un oculo con serramento e strombato è posto sopra l'ingresso, e lateralmente vi sono due aperture ogive strombate, atte a illuminare l'aula. La facciata termina con le ali del tetto molto sporgenti a protezione della facciata stessa e dei fedeli.

La chiesa conserva i muri perimetrali dell'antica chiesa, come risulterebbe dalle croci che ancora si intravedono. Delle croci parlò la relazione della visita del vescovo Giovanni Paolo Dolfin che riporta quanto dichiarato dal parroco locale don Battista Acerbis:
[...] la chiesa è consecrata come appar dalle croci che al di fuori di essa si veggono e dipinte sul muro e scolpite sopra le porte di pietra, quantunque ad di dentro non se ne vegga alun vestigio per essere cancellate dal bianco che alle pareti si è dato e dalla tradizione costante è costumanza perpetua di celebrare l'officio della consecrazione il giorno 17 agosto. Ha tre altari di cui uno, il maggiore non consacrato. Il secondo è sotto il titolo de Santi Antonio di Padova, Antonio Abate e di S. Stefano [...]. Così come è possibile rivedere traccia dell'antico rosone presente in facciata divenuto poi parte del nuovo ingresso.

### Interno
Si accede all'aula composta da tre navate, attraverso una bussola lignea gotica, che accompagna verso la navata centrale di dimensioni maggiori rispetto a quelle due laterali che sono divise da due pilastri con volte a sesto acuto. Le navate sono divise dai pilastrini a colonna terminanti con capitelli ionici, in tre campate aventi le volte a crociera. Le due navate laterali sono prospettiche e riprendono l'architettura della campata centrale che si presenta con una piccola cappella avente apertura a forma di rosone, mentre le campate laterali hanno un'apertura ogiva che ripetono le aperture presenti sulla facciata.

Le due cappelle centrali sono dedicate al Sacro Cuore di Gesù e a Maria. La gradinata composta da cinque gradini conduce al presbiterio che termina con l'abside a forma semiesagonale culminante con il polittico dorato di Cima da Conegliano. Il soffitto del presbiterio si presenta con volte a crociera composte da archi a sesto acuto. Dal presbiterio è possibile accedere al campanile e ai locali della sagrestia.
La cappella dedicata a fra Tommaso da Olera conserva pitture eseguire da Giacomo Gritti raffiguranti Immacolata con fra Tommaso inginocchiato eseguito nel 1870, e fra Tommaso da Olera opera di Aurelio Bruni del XX secolo.
La chiesa conserva anche opera pittoriche di Vittoriano Urbini da Crema del 1588 raffigurante la Discesa dello Spirito Santo, di Giuseppe Brina il dipinto del XVII secolo raffigurante l'Adorazione dei Re Magi. Gli affreschi sono opera di Ponziano Loverini eseguiti nel 1880 che presentano la Deposizione di Gesù, la Predicazione e il martirio di san Bartolomeo.